# Kirdimi
Kirdimi è un comune del Ciad situato nel dipartimento di Borkou Yala, regione di Borkou. 
È il capoluogo del dipartimento.